# Neuguttenberg
Neuguttenberg ist ein Wohnplatz des Marktes Marktleugast im Landkreis Kulmbach (Oberfranken, Bayern). Die ehemalige Siedlung zählt zu dem unmittelbar östlich gelegenen Gemeindeteil Tannenwirtshaus.

## Geografie
Neuguttenberg liegt auf einem Höhenrücken, der zu den südlichen Ausläufern des Frankenwaldes zählt. Im Süden grenzt der Steinwald an. Die Kreisstraße KU 13 führt nach Maierhof (1,7 km südwestlich) bzw. nach Traindorf (0,8 km nordöstlich). Eine Gemeindeverbindungsstraße führt nach Buch (0,8 km südwestlich).

## Geschichte
Der Ort wurde nach dem Ersten Weltkrieg auf dem Gemeindegebiet von Guttenberg gegründet. Auf einer topographischen Karte von 1939 sind westlich von Tannenwirtshaus jenseits der Gemeindegrenze einige Anwesen verzeichnet, jedoch ohne Ortsnamen. In dem amtlichen Ortsverzeichnis von 1952 wurde Neuguttenberg erstmals als Ort der Gemeinde Guttenberg aufgelistet. Am 1. Januar 1961 erfolgte auf Wunsch der Bevölkerung die Umgemeindung nach Traindorf. Im Zuge der Gebietsreform in Bayern wurde Neuguttenberg am 1. Juli 1971 nach Marktleugast eingegliedert. Im Ortsverzeichnis von 1991 war Neuguttenberg noch als Gemeindeteil aufgelistet, im BayernAtlas ist es als Wohnplatz verzeichnet, der zum Gemeindeteil Tannenwirtshaus zählt.

## Einwohnerentwicklung
| Jahr      | 001950 | 001961 | 001970 | 001987 |
| Einwohner | 136    | 116    | 79     | *      |
| Häuser    | 19     | 21     |        | *      |
| Quelle    | [ 4 ]  | [ 8 ]  | [ 9 ]  | [ 6 ]  |

## Religion
Die Protestanten gehören zur Pfarrei St. Georg (Guttenberg), die Katholiken zur Pfarrei St. Jakobus der Jüngere (Guttenberg).

## Weblink
- Neuguttenberg in der Ortsdatenbank des bavarikon, abgerufen am 16. August 2021.